# التعاون الإقليمي من أجل التنمية
التعاون الإقليمي من أجل التنمية أو منظمة التعاون والتنمية الإقليمية هي منظمة متعددة الحكومات تم إنشاؤها أصلاً في 21 يوليو 1964م من قبل كل من: إيران وباكستان وتركيا ، الأعضاء الإقليميين في حلف بغداد، كان الهدف من إنشاء المنظمة هو السماح بتنمية اجتماعية اقتصادية للدول الأعضاء. في عام 1979 تم حل هذه المنظمة، وتم استبدالها بمنظمة التعاون الاقتصادي وذلك في عام 1985. تمت إضافة سبعة أعضاء جدد: أفغانستان، أذربيجان، كازاخستان، قيرغيزستان، أوزبكستان، طاجيكستان، تركمانستان.

## الطوابع المشتركة
من عام 1965 إلى عام 1979، أصدرت الدول الثلاث طوابع بريدية مشتركة. تحتوي هذه الطوابع على صور ثلاثة أشخاص هم: شاه إيران، ومصطفى كمال أتاتورك ومحمد علي جناح، بالإضافة إلى صور الفنون والمباني ومواقع التراث العالمي بما في ذلك موهينجو دارو، بالإضافة للمناظر الطبيعية حيث شملت بحيرة سيف الملوك، ووادي كاغان في باكستان.